# میلنا رلین
میلنا رلین (به انگلیسی: Milena Reljin) ژیمناست زادهٔ ۲۵ مهٔ ۱۹۶۷ میلادی اهل کشور یوگسلاوی است.